# Ентоні Еланга
Ентоні Еланга (швед. Anthony Elanga, нар. 27 квітня 2002, Мальме, Швеція) — шведський футболіст, вінгер англійського клубу «Ньюкасл Юнайтед» та національної збірної Швеції.

## Ігрова кар'єра

### Клубна
Ентоні Еланга народився у шведському місті Мальме, де вже у 2014 році почав займатися футболом в академії місцевого однойменного клуба. Та вже в тому ж році перебрався до Англії, де приєднався до футбольної академії клубу «Манчестер Юнайтед». У сезоні 2019—20 його було визнано кращим гравцем команди U-18.
У березні 2021 року Еланга підписав довготривалий контракт з клубом. У квітні того року футболіста було внесено у розширену заявку клубу на матчі Ліги Європи. У травні Еланга провів свій перший матч в основі. 8 грудня 2021 року Ентоні Еланга вперше вийшов на поле у турнірі Ліги чемпіонів.
У липні 2023 року Еланга перейшов до «Ноттінгем Форест», підписавши з клубом п'ятирічний контракт. Першу гру у новій команді футболіст провів 12 серпня 2023 року проти лондонського «Арсенала».

### Збірна
Ентоні Еланга виступав за юнацькі та молодіжну збірні Швеції.
У березні 2022 року у матчі проти команди Чехії Еланга дебютував у складі національної збірної Швеції.

## Особисте життя
Батько Ентоні Жозеф Еланга — відомий в минулому футболіст клубу «Мальме» та національної збірної Камеруну з футболу.

## Титули і досягнення
- Володар Кубка Футбольної ліги (1):

«Манчестер Юнайтед»: 2023